# 第25回ニューヨーク映画批評家協会賞
『第25回ニューヨーク映画批評家協会賞』は、1959年の優秀な映画に贈られた賞である。

## 受賞
- 作品賞：
  - 『ベン・ハー』
- 主演男優賞：
  - ジェームズ・ステュアート - 『或る殺人』
- 主演女優賞：
  - オードリー・ヘプバーン - 『尼僧物語』
- 監督賞：
  - フレッド・ジンネマン - 『尼僧物語』
- 脚本賞：
  - ウェンデル・メイズ - 『或る殺人』
- 外国語映画賞：
  - 大人は判ってくれない（ フランス）